# Dodge Royal Monaco
Der Dodge Royal Monaco ist ein Automodell aus dem Full-Size-Segment, das der US-amerikanische Chrysler-Konzern im Modelljahr 1977 unter der Marke Dodge verkaufte. Er trat an die Stelle der von 1974 bis 1976 gebauten vierten Serie des Dodge Monaco und war mit ihr weitestgehend baugleich.

## Entstehungsgeschichte
Die Chrysler-Marke Dodge war seit 1965 im Full-Size-Segment mit dem Tandem Dodge Polara und Monaco vertreten. Der Polara war die preisgünstigere, der Monaco die höherwertige und teurere Version. Zum Modelljahr 1974 ersetzte der Chrysler-Konzern bei allen Marken seine Full-Size-Modelle durch neu konstruierte Fahrzeuge. Technische Basis dieser vierten Monaco-Generation war wie bei den beiden vorangegangenen Baureihen wiederum Chryslers C-Plattform; das Karosseriedesign war aber komplett neu. Anlässlich dieser Umstellung kam es bei Dodge zu einer Verschlankung der Modellpalette: Das langjährige Nebeneinander von Polara und Monaco wurde aufgegeben; die neue Full-Size-Generation erschien nur noch als Monaco.
In den Modelljahren 1975 und 1976 gab es drei Ausstattungsvarianten: Die Basisversion war der Monaco (ohne Zusatzbezeichnung), die mittlere Linie war der Royal Monaco und die teuerste Linie hieß Royal Monaco Brougham. Alle drei Varianten waren dem Modell Monaco zugeordnet.
Zum Modelljahr 1977 führte Dodge ein Badge Shifting (Wechsel der Bezeichnungen) durch. Um für das konservative, veraltete Mittelklasse-Modell Coronet, dessen Technik auf die 1960er-Jahre zurückging, einen Imageschub auszulosen, übertrug Dodge die Modellbezeichnung Monaco, die bis dahin für Full-Size-Modelle gestanden hatte, auf den Intermediate Coronet, der daraufhin zwei Jahre lang als Monaco verkauft wurde. Der bisherige Full-Size-Monaco erhielt im Zuge dieses Prozesses die Modellbezeichnung Royal Monaco. Auf diese Weise wurde der Royal Monaco, der anfänglich nur eine von mehreren Ausstattungsvarianten gewesen war, zu einem eigenständigen Modell.
Zugleich straffte Dodge die Palette seiner Full-Size-Modelle. Es gab jetzt nur noch zwei Ausstattungslinien: die günstigere Basisreihe und die höherwertige Reihe Royal Monaco Brougham.

## Modellbeschreibung

### Karosserie

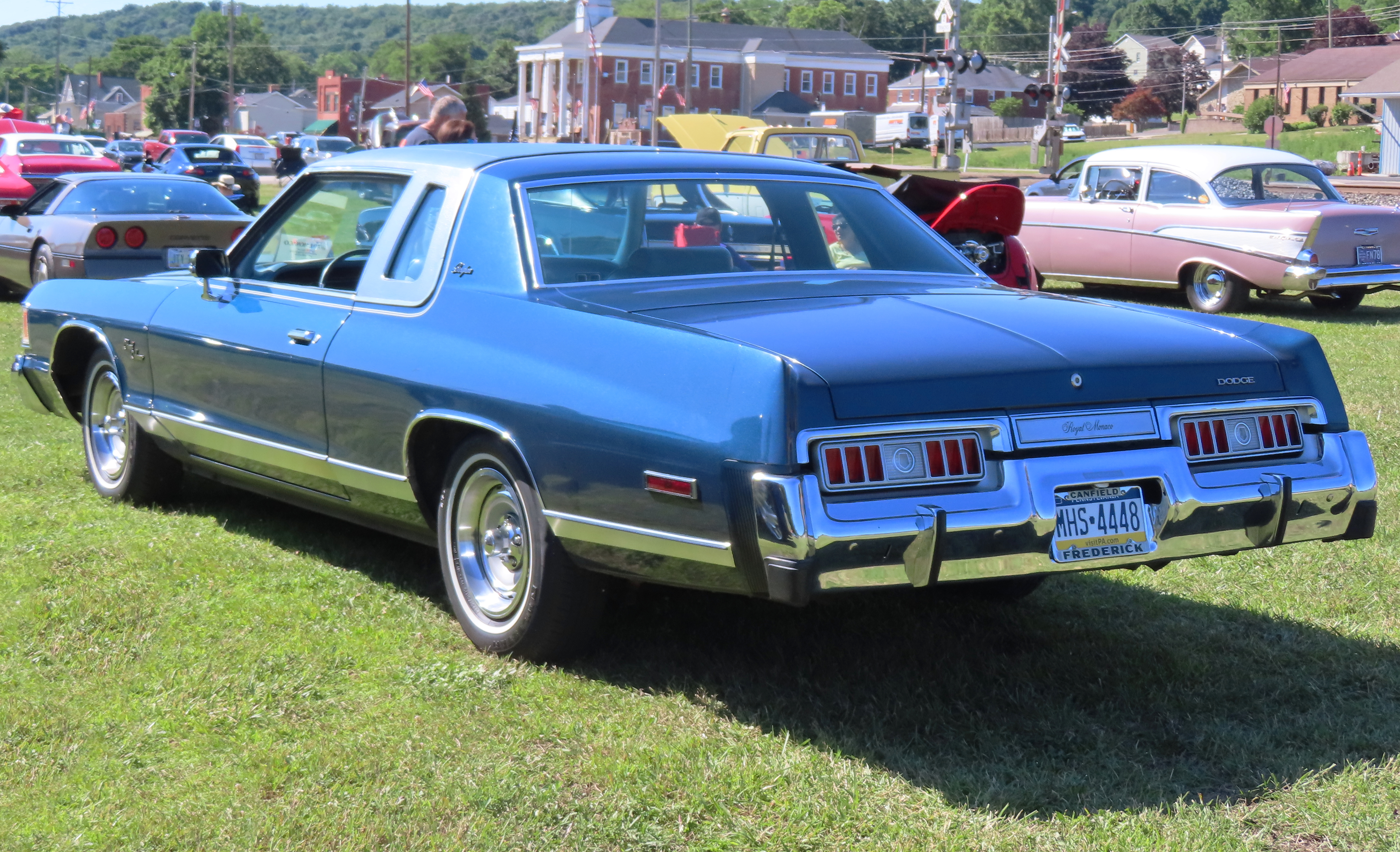
Dodge Royal Monaco Brougham Pillared Hardtop Coupé

Der Royal Monaco hat eine selbsttragende Karosserie („Unibody“) aus Stahlblech. Er wurde mit unterschiedlichen Aufbauten angeboten. Zum Programm gehörten:
- ein zweitüriges Stufenheckcoupé mit durchgehender B-Säule, das als Pillared Hardtop vermarktet wurde
- eine viertürige Stufenhecklimousine mit durchgehender B-Säule und
- ein fünftüriger Kombi.

Stilistisch stimmt die Karosserie mit den Royal-Monaco-Versionen der Modelljahre 1975 und 1976 überein.

### Fahrwerk
Die selbsttragende Karosserie des Dodge Royal Monaco hat vorn einen Hilfsrahmen. Die vorderen Räder sind einzeln aufgehängt. Vorn sind Drehstabfedern eingebaut, hinten hat das Auto eine Starrachse mit Blattfedern. Die Bremsanlage besteht vorn aus Scheiben-, hinten Trommelbremsen.
Der Radstand variierte in Abhängigkeit von der Karosserieversion. Der Radstand der Limousinen und Coupés beträgt (ebenso wie beim Schwestermodell Plymouth Gran Fury) 3090 mm; damit ist er 60 mm kürzer als der der zeitgenössischen Limousinen und Coupés von Chrysler, die ebenfalls auf der C-Plattform basieren. Lediglich der Kombi der Royal-Monaco-Reihe hat den langen Radstand von Newport und New Yorker.

### Motorisierung
Die Royal Monaco werden ausschließlich von Achtzylinder-V-Motoren angetrieben. Standardmotorisierung der Limousinen und des Coupés war eine 5210 cm³ (318 cui) große Variante des Small-Block-Motors aus Chryslers LA-Reihe mit einer Leistung von 108 kW (147 PS). Gegen Aufpreis waren zwei LA-Varianten mit 5898 cm³ (360 cui) Hubraum und Leistungen von 115 kW (157 PS) oder 141 kW (192 PS) erhältlich. Die größeren und schweren Kombis wurden in allen Modelljahren serienmäßig mit einer 6551 cm³ (400 cui) großen Variante des Big-Block-Motors aus der B-Serie mit einer Leistung von 145 kW (197 PS) ausgestattet. Schließlich konnte auch der 7206 cm³ (440 cui) große Big-Block-Motor aus der RB-Serie mit ebenfalls 145 kW (197 PS) bestellt werden.

## Produktion
Die Dodge Royal Monaco wurden wie ihre unmittelbaren Vorgänger im Chrysler-Werk Hamtramck gebaut. Dodge produzierte 53.434 Royal Monacos. Das war ein Anstieg um etwa 50 Prozent gegenüber dem Ausstoß des vorangegangenen Modelljahrs.